# New Leicester

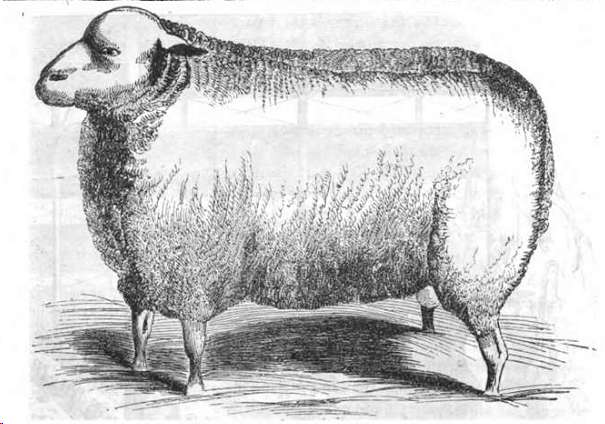
Leicester Schur-Widder des Herrn Stone, 40 Monate alt, 1843

Das New Leicester, auch English Leicester, Leicester, Bakewell Leicester, Dishley Leicester, Improved Leicester oder Leicester Longwool, ist eine Rasse von Schafen. Das breite und kräftige Schaf bildet eine lange, in Locken herunterhängende Wolle und hat einen guten Fleischansatz. Heute sehr selten, war die Rasse historisch einflussreich. Die ab etwa 1760 gezüchtete Schafrasse entstand am Wendepunkt der Entwicklung von der mittelalterlichen Schafhaltung, die vor allem auf die Menge und Qualität der Wolle abstellte, hin zur modernen Schafzucht, die vor allem auf Fleisch züchtet. Fast alle modernen Fleischrassen haben das New Leicester unter ihren Vorfahren. Bekannt wurde es deswegen auch unter dem Spitznamen The Great Improver.
Ausschlaggebend für die Entwicklung der New Leicester waren neue Zuchtmethoden, bei denen beispielsweise Böcke und weibliche Schafe konsequent getrennt und nur zur Zucht zusammen gebracht wurden, zum anderen auch, dass ihr Züchter das jahrhundertealte Inzucht-Tabu in der Tierzucht brach und auch Großeltern, Eltern und Kinder gemeinsame Nachkommen erzeugen ließ, wenn es dem Zuchtziel diente. Zum anderen entstanden die New Leicester zur Zeit der sich anbahnenden industriellen Revolution, als innerhalb kurzer Zeit eine große kommerzielle Nachfrage der neuen Arbeiter nach Mengen von billig produziertem Fleisch entstand. Im Jahr 2016 leben nur noch wenige hundert Exemplare der Schafrasse im Vereinigten Königreich, den USA, Australien und Neuseeland.

## Eigenschaften
Das New Leicester ist ein kräftiges Schaf mit kurzen Beinen und einem fast geraden Rücken. Die Rippen sind deutlich ausgeprägt. Der Kopf ist klein und stark, der Hals kurz und kräftig. Auf dem Kopf haben die Schafe Wolle, im Gesicht einzelne Haare. Die lange, schwere, grobe Wolle wächst spiralförmig und ist etwa 200 bis 250 Millimeter lang. Bei der Schur eines Schafes fallen normalerweise etwa fünf bis sieben Kilogramm Wolle an, der Ertrag kann bis zu neun Kilo für ein Schaf erreichen. Ihr reichlich vorhandenes Fleisch ist vergleichsweise grobfaserig, gut durchwachsen und fettreich. Böcke können bis zu 150 kg wiegen, weibliche Schafe bis zu 100 kg. Wurden die Schafe in den vergangenen Jahrhunderten vor allem auf eine weiße Färbung hin gezogen, so ist im Vereinigten Königreich seit 1986 auch schwarze Wolle zulässig. Die Füße sind auf jeden Fall dunkel, die Beine behaart, die hinteren Teile der Beine meist sogar mit Wolle versehen.

## Geschichte

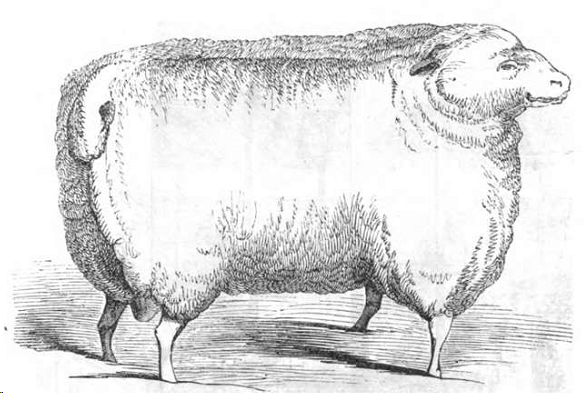
Leicester Schur-Widder des Herrn Pawlett, 17 Monate alt, 1843

### Ausgangslage
Eingeführt und bekannt gemacht wurde das New Leicester von Robert Bakewell aus Dishley Grange in Leicestershire. Wer genau zuerst die Idee der Züchtung hatte, lässt sich nicht nachverfolgen. Vermutlich spielte auch Joseph Allom eine wichtige Rolle. Allom hatte in der Landwirtschaft als Ackerknecht begonnen und sich bis zum Schafhalter emporgearbeitet. Vermutlich begann er seine Zucht mit der Leicester-Longwool-Herde von Stock of Godeby bei Melton Mowbray (Old Leicester und New Leicester werden in der Literatur teils auch zusammenfassend als Leicester Longwool bezeichnet, meist wird diese Bezeichnung nur für den älteren Typ gebraucht).
Als Bakewell seine Zucht im späten 18. Jahrhundert begann, unterschied sich die Schafhaltung kaum von der im Mittelalter verbreiteten Form. Bestimmte Rassen waren nicht bekannt, eher hatten sich lokal oder regional bestimmte ortsangepasste Varianten von Schafen herausgebildet, die heute als Landrassen bezeichnet werden. Schafe wurden vor allem für ihre Wolle gezüchtet, Fleisch war nur ein Sekundärprodukt. Schafe wurden erst geschlachtet, wenn sie sich dem natürlichen Lebensende näherten, da es als Verschwendung angesehen wurde, ein junges Schaf zu schlachten und es so keine Wolle mehr produzieren zu lassen. Bakewell – beeindruckt von den technischen Errungenschaften der Zeit und konfrontiert mit einem Markt, der zunehmend weniger Wert auf Wolle und mehr Wert auf Fleisch legte – begann ein für seine Zeit revolutionäres wissenschaftliches Zuchtprogramm.
Bakewell hielt seine Zuchtmethoden geheim und war darauf bedacht, auch engen Freunden möglichst wenig Informationen darüber zu geben, wie er aus welchen Schafen züchtete. So gab es auch immer wieder die Annahme, dass Bakewell auch Lincolnschafe zur Zucht verwendete, heute aber gilt es als sicher, dass er die schneller wachsenden Old Leicester nutzte. Vermutlich kreuzte er diesen mit anderen Schaftypen – welche diese waren, hat Bakewell aber nie öffentlich gemacht und Mutmaßungen haben über die Laufe der Jahrhunderte fast alle traditionellen kräftigeren englischen Schafe in Verdacht gezogen, ohne dies beweisen zu können. Bakewell und seine unbekannten Vorgänger kreuzten das New Leicester aus dem Old Leicester, einem traditionellen Schafstyp des englischen Südens mit langer üppig wachsender Wolle. Das Old Leicester hatte einen schmalen unregelmäßigen Körperbau, brauchte vergleichsweise lange, um aufzuwachsen, und nahm vergleichsweise wenig Nahrung auf. Einst populär, war das Old Leicester in weiten Gegenden Englands durch das Lincolnschaf verdrängt worden, das dem Old Leicester sehr ähnlich, aber etwas schwerer war und etwas mehr Wolle produzierte. Zu Bakewells Zeiten wurde das Old Leicester nur noch in wenigen Gegenden mit besonderen Beharrungskräften kommerziell produziert.

### Zucht

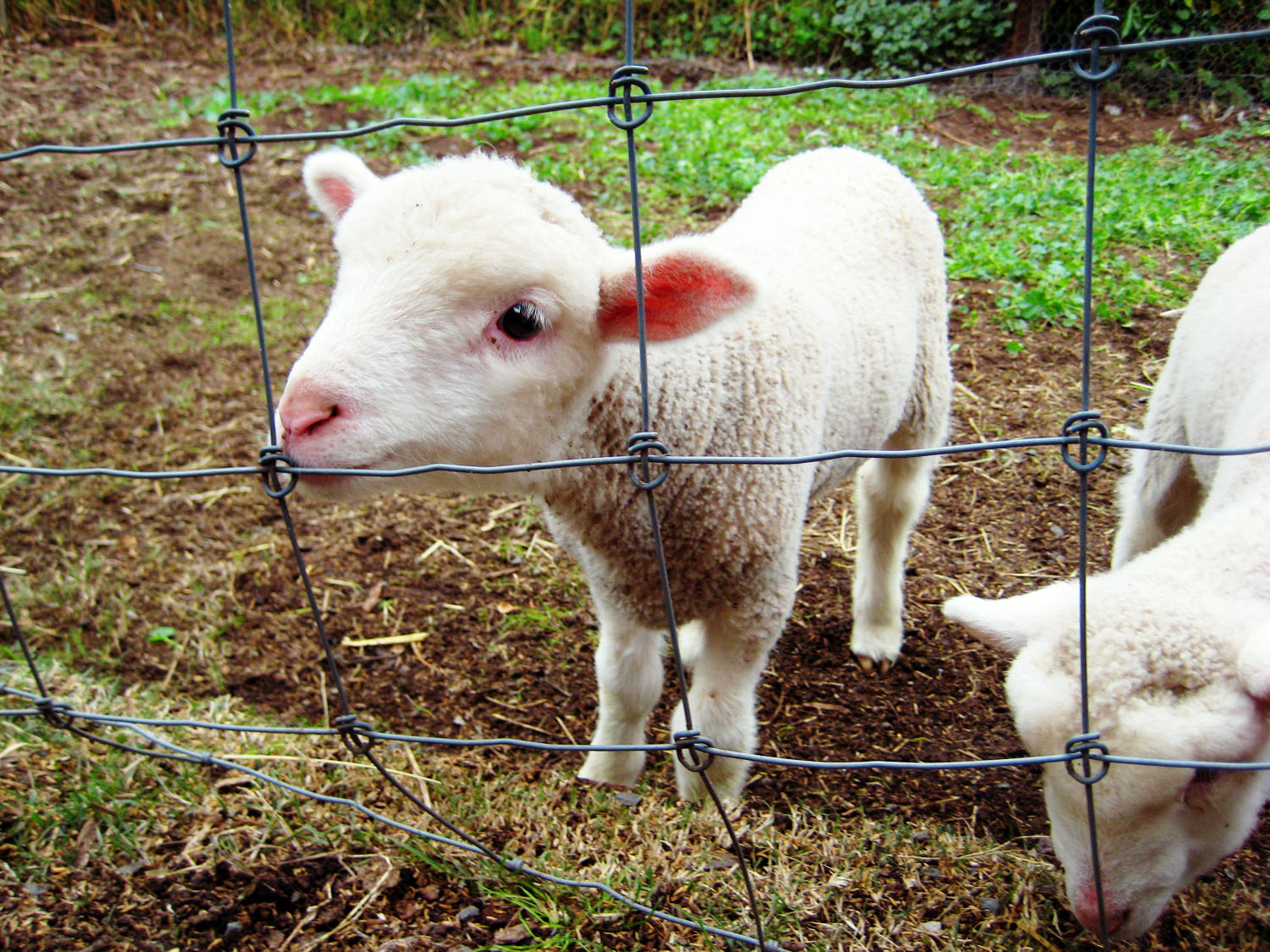
New Leicester Lämmer

Bakewell versuchte daraus ein Schaf zu züchten, das einerseits schnell ausgewachsen war, andererseits auch möglichst wenig Körperanteile hatte, die nicht als Nahrung geeignet waren, d. h. vor allem sollte es möglichst wenig Knochenmasse aufweisen. Von Bakewell ist der Ausspruch überliefert, dass alles nutzlos ist, was kein Fleisch ist. Auch fiel Bakewell auf, dass es nicht die größten Schafe sind, die das meiste Fleisch liefern, sondern dass kleinere Tiere schneller wachsen und sich zudem mehr kleinere Schafe auf derselben Fläche großziehen lassen.
Bakewell ging dabei neue Wege der Zucht. So missachtete er das jahrhundertealte Tabu gegen Inzucht und kreuzte ohne Bedenken Väter und Töchter und Mütter und Söhne, wenn diese die jeweils gewünschten Eigenschaften hatten. Er hatte wenig Hemmungen ungeeigneten Nachwuchs sofort zu töten, bis sich die gewünschten Resultate einer Kreuzung einstellten. Bakewell war in seinen Methoden und spektakulären Ergebnissen einflussreich genug, dass sich seine Zuchtmethodik bis Ende des 18. Jahrhunderts generell durchgesetzt hatte. Charles Darwin benutzte in Über die Entstehung der Arten die Schafe Bakewells als Beispiel für die Variation, die in der Vererbung durch gezielte Zucht entstehen kann.
In wenigen Jahrzehnten gelang es Bakewell so aus diesem Typ ein schnell wachsendes, hornloses Schaf mit kurzen Beinen, einem fassförmigen Körper und einem besseren Verhältnis von Fleisch zu Knochen zu machen. Andere neugezüchtete Schafe wurden insgesamt schwerer und produzierten mehr Fleisch, brauchten dafür aber deutlich länger. Während das alte Leicester Longwool vier Jahre braucht, bis es genug Fleisch zur Schlachtung aufwies, benötigte das New Leicester nur noch zwei Jahre. Bakewell gelang es darüber hinaus, das Schaf so zu züchten, dass die Nachkommen von zwei New Leicester wieder Schafe gleichen Typs waren und keine anders gearteten Eigenschaften des Old Leicester aufwiesen.
Die traditionellen Halter des Old Leicester beschwerten sich, dass Bakewells Zuchtversuche die wertvollsten Eigenschaften ihres Schafes – und insbesondere seine Wolle ruinierten. Die Wolle war von schlechterer Qualität und das Schaf trug zudem weniger davon. Eine Kritik, der Bakewell inhaltlich zustimmte, diese aber mit seiner Konzentration auf die Fleischproduktion rechtfertigte. Andere Kritiker bemängelten, dass das Fleisch grobfaserig und nicht zart war, dass sein breiter Bau das Lammen erschwerte und das Schaf zudem vorne – die Stellen, an denen das grobere und weniger beliebte Fleisch war – mehr Fleisch ansetzte als hinten. Bakewell entgegnete, dass die Nachfrage armer Bevölkerungsschichten in England nach Fleisch so groß war, dass jedes Gramm ein Gewinn sei und sich für den Züchter bezahlt machen würde. Zudem musste das Schaf nach zwei Jahren geschlachtet werden, da es bereits im dritten Jahr soviel Fett ansetzte, dass das Fleisch nur noch schwerlich weiter zu verarbeiten und zu verkaufen war.

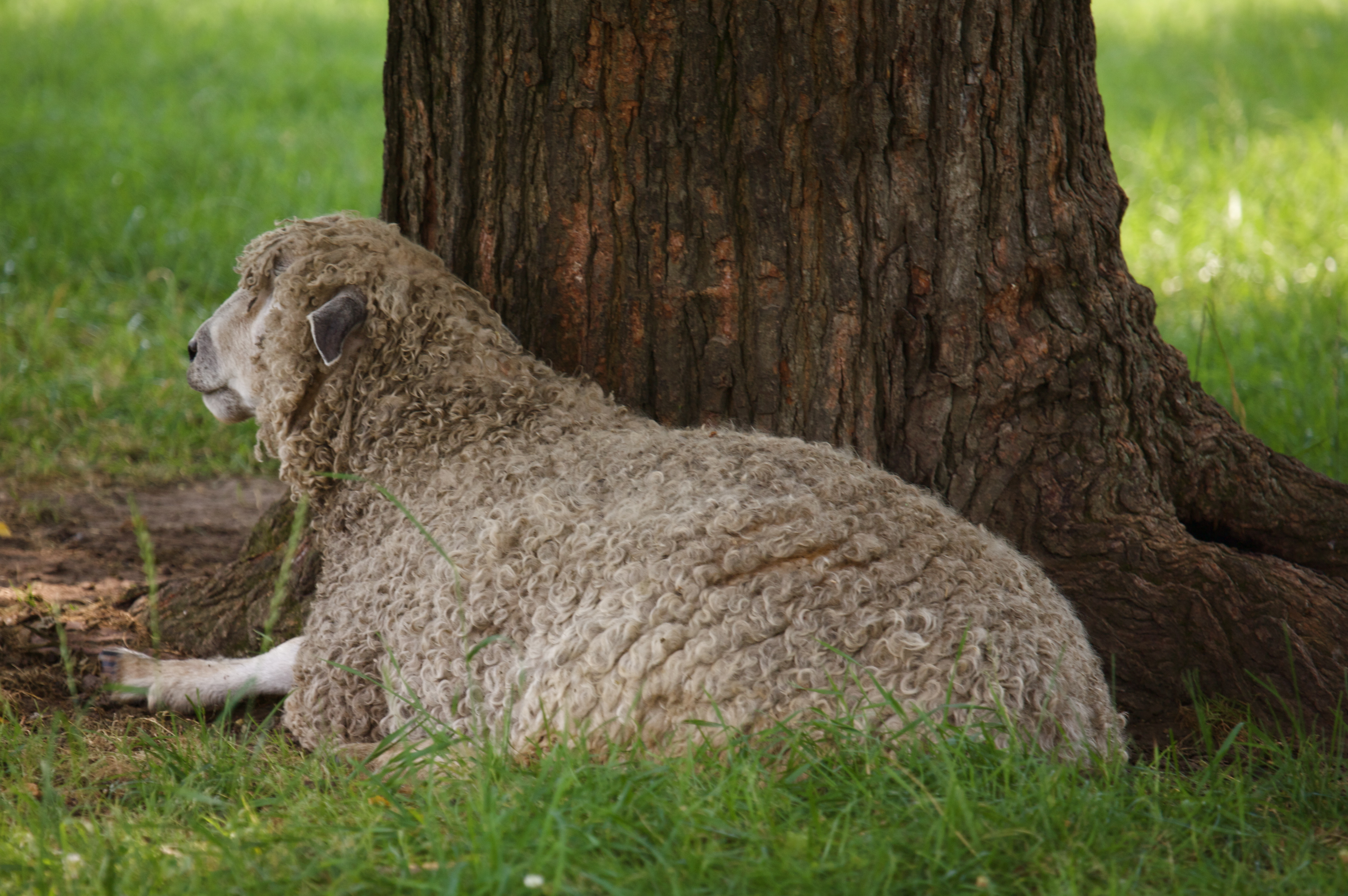
Ausgewachsenes New Leicester (2008)

### Verbreitung
Während diese mangelnde Qualität des Fleisches dafür sorgte, dass sich das New Leicester nie wirklich durchsetzen konnte, etablierte es sich in der Zucht. Bakewell war einer der ersten – wenn nicht der erste – der Schafböcke nicht verkaufte, sondern gegen Gebühr zur Zucht an andere Bauern auslieh. Dies brachte ihm nicht nur Geld, vor allem ermöglichte es Bakewell, seine Schafböcke und ihre Zuchtergebnisse unter verschiedenen Umweltbedingungen und mit verschiedenen anderen Schaftypen zu beobachten und auszuwerten. Während er in den 1760ern nur einen nominellen Beitrag für das Ausleihen der Böcke nahm – so verlangte er im Jahr 1760 nur 16 Schilling für einen Bock für eine ganze Saison – konnte er die Preise und die Einnahmen dadurch bis in die 1780er auf erhebliche Summen steigern – das Leicester Journal berichtet beispielsweise 1789 den unglaublichen Fakt, dass ein einziger Schafbock Bakewell in einer Saison 1.200 Guineas (= 25.200 Schilling) an Einnahmen gebracht hätte.
Im Jahr 1770 erschien die erste schriftliche Darstellung des Schafs in einer nationalen englischen Publikation. Young beschrieb die New Leicester dabei als „wahre Fässer. Ihr Rücken rund und breit, die Beine nicht länger als sechs Inches (~20 cm)“. Mit der Zucht der New Leicester entwickelte Bakewell eine eigene Ökonomie, indem gewerbsmäßige Händler die Schafböcke mieteten, um sie dann selber weiter an Bauern zu vermieten. Bakewell verkaufte aus Prinzip Böcke nur für den Export ins Ausland, da er in England die Kontrolle über seine Rasse behalten wollte. Auch die schlachtreifen Schafe verkaufte er nicht, sondern schlachtete diese auf seinem Anwesen und verkaufte das Fleisch.
Das New Leicester wurde in fast alle damals vorhandenen Schaftypen Englands und Frankreichs eingekreuzt. 1837 etwa schrieb der Agronom Yuatt „in etwas weniger als einem halben Jahrhundert hat sich das New Leicester über jeden Teil des Vereinigten Königreichs verbreitet, ebenso wie es nach Europa und in die Vereinigten Staaten gelangte.“ 1839 schrieb Martin Doyle in seiner A cyclopædia of practical husbandry and rural affairs in general, dass das New Leicester „zweifellos die profitabelste aller Schafrassen ist, da sie früh erwachsen werden, ein großes Gewicht erreichen und sich problemlos auf einem Gelände halten lassen.“ Insbesondere betonte Doyle auch, dass das New Leicester, die Eigenschaften jeder Schafrasse verbessert habe, in die es eingekreuzt wurde.
Auch bei der Kreuzung mit kleineren Schafen erzeugte es keine übergroßen Lämmer, in vielen Schafstypen wuchs der Fleischanteil bei gleichbleibender Qualität des Fleisches. Bis Ende des 18. Jahrhunderts hatte sich das New Leicester über ganz Europa verbreitet, seine Nachkommen spielten eine prägende Rolle beim Beginn der Schafzucht in der Neuen Welt. Zu den bekannten Anhängern des New Leicester gehörte beispielsweise George Washington, der 900 Tiere der Rasse auf seinem Anwesen hielt.

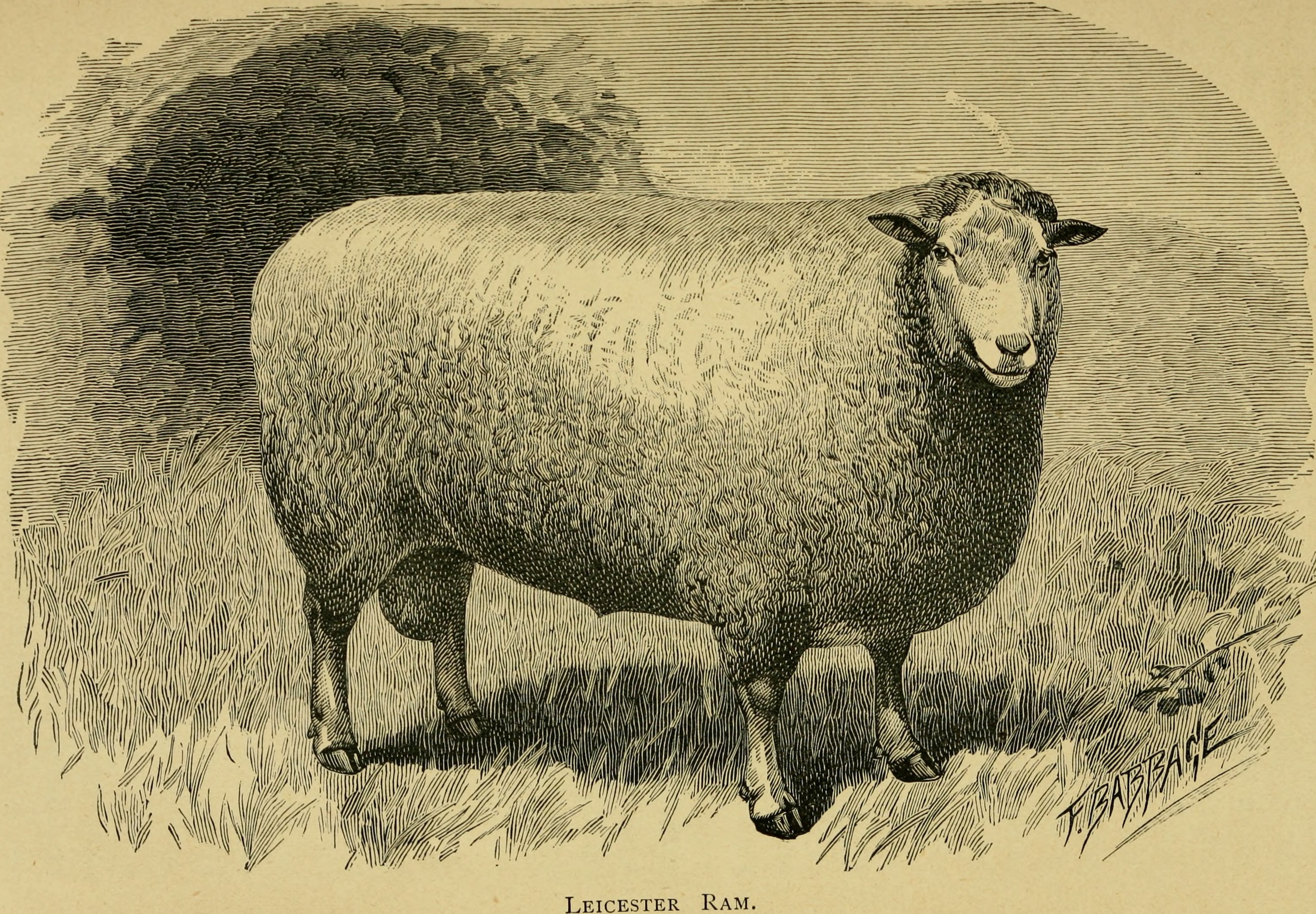
IMPROVED LINCOLN SHEEP. 21 months old, and the carcase then weighs about 80 to 100 lbs. (1893)

Nach Australien kam das New Leicester spätestens 1824, für dieses Jahr ist ein Import durch die Bryant Brothers nach Tasmanien dokumentiert. Aus den folgenden Jahren sind zahlreiche weitere Importe belegt, darunter auch durch alle bedeutenden Großfarmer des Kontinents. Besonders genutzt wurden die New Leicester um sie mit Merino-Schafen zu kreuzen. Eingekreuzte Leicester-Schafe sorgten für stärkeren Fleischansatz bei den Merinos und ließen die Wolle länger und schwerer werden. Bis in die 1920er hinein bezahlten die europäischen Abnehmer auch keinen höheren Preis für reine Merino-Wolle als für Merino/Leicester-Wolle. Durch die zahlreichen geplanten Kreuzungen bis in das 20. Jahrhundert hinein – ebenso wie dadurch, dass New Leicester und Merinos oft zusammen auf denselben Bauernhöfen lebten, haben bis heute zahlreiche australische Merinoschafe noch New-Leicester-Gene in sich.
In Neuseeland ist das New Leicester ab 1843 nachweisbar. Es war dort zu Beginn des 20. Jahrhunderts die dritthäufigste Schafrasse, die vor allem in feuchteren Gegenden gehalten wurde, in denen Merinoschafe sich nicht halten ließen.

### Border Leicester
Aus dem New Leicester wurde im Norden Englands das Border Leicester gezüchtet, das an vielen Orten das New Leicester ersetzte und bis heute eine weit verbreitete Schafrasse ist, die eingesetzt wird, um die Zuchtergebnisse anderer Schafrassen zu verbessern. Eine andere bekannte Rasse, die direkt vom New Leicester abstammt, ist das Corriedale. Diese Kreuzung wird aus einem Merino und einem Longwool-Schaf – oft ein New Leicester – gezüchtet. Allein in Neuseeland existieren 2016 über 4,5 Millionen Border Leicesters, Corriedales und Mischlinge daraus.

## Situation heute
Das New Leicester wird heute nur noch als Liebhaberschaf gehalten. Herden existieren im Vereinigten Königreich, Australien, Neuseeland und den USA. Auch in Gegenden, in denen es einst eine sehr weite Verbreitung hatte – wie in England oder Australien – existieren nur noch wenige hundert Tiere. 2001 gab es weltweit etwa 600 bis 700 Mutterschafe. Eine Herde, die noch direkt auf Bakewell zurückgeht, ist die Speeton-Herde in Speeton in East Yorkshire, die auf eine 1795 begonnene Zucht eines Mr. Robinson in Bridlington zurückgeht.
In den USA war das New Leicester seit etwa dem Zweiten Weltkrieg komplett verschwunden, bis Colonial Williamsburg – ein großes Living-History-Museum – in den 1980ern versuchte „authentische Schafe“ aus dem 18. Jahrhundert für seine Ausstellung zu finden. Nach mehreren Jahren erfolglosen Suchens fand das Museum den Bock Willoughby aus einer kleinen Herde in Kanada, konnte aber keine Mutterschafe erwerben. Die Zucht mit dem Bock kam zu einem Ende, als Willoughby 1988 unerwartet starb. Das Museum veröffentlichte einen Artikel über Willoughby in seinem Magazin, der zu unerwarteter öffentlicher Aufmerksamkeit führte. Viele Menschen spendeten für den Aufbau einer Herde und durch die Öffentlichkeit kam auch Kontakt zu Züchtern der New Leicester auf. 1990 fand das Museum eine New-Leicester-Herde in Tasmanien, von der sie acht weibliche Schafe, sechs Lämmer und einen Bock importierten. In den folgenden Jahren etablierte Colonial Williamsburg kleine Herden außerhalb des Museums, um das Überleben der Rasse in den USA möglichst zu sichern. In den USA gibt es heute weniger als 200 der Tiere.
Bei den Tieren, die heute noch gezüchtet werden, legen die Züchter wieder mehr Wert auf die Wolle, die in Handarbeit und für Liebhaber weiter verarbeitet wird.